# Le Mari de l'Indienne (film, 1918)
Pour les articles homonymes, voir Le Mari de l'Indienne.
Pour plus de détails, voir Fiche technique et Distribution.
Le Mari de l'Indienne, ou Un cœur en exil (The Squaw Man), est un film américain réalisé par Cecil B. DeMille, sorti en 1918.

## Fiche technique

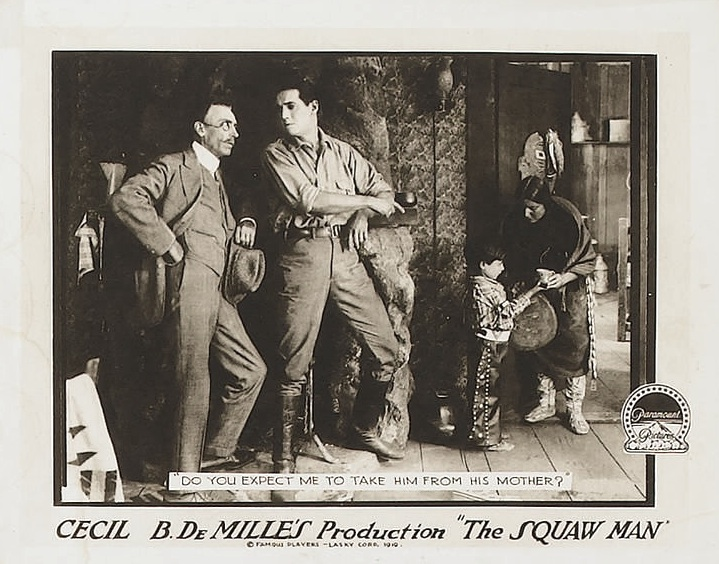
Image promotionnelle du film The Squaw Man

- Titres français : Le Mari de l'Indienne ou Un cœur en exil
- Titre original : The Squaw Man
- Réalisation : Cecil B. DeMille, assisté de Anne Bauchens et Sam Wood (tous les deux non crédité)
- Scénario : Beulah Marie Dix d'après la pièce éponyme d'Edwin Milton Royle
- Production : Cecil B. DeMille
- Photographie : King D. Gray et Alvin Wyckoff
- Pays d'origine :  États-Unis
- Format : Noir et blanc - 1,33:1 - Film muet
- Genre : Western
- Durée : 60 minutes
- Dates de sortie :
  - États-Unis : 15 décembre 1918
  - France : 22 avril 1921

## Distribution
- Elliott Dexter : Jim Wynnegate
- Ann Little : Naturich
- Katherine MacDonald : Diana, la femme de Henry
- Theodore Roberts : Big Bill
- Jack Holt : Cash Hawkins
- Thurston Hall : Henry, le cousin de Jim
- Tully Marshall : Sir John Applegate
- Winter Hall : Fletcher
- Julia Faye : Lady Mabel
- Noah Beery : Tabywana
- Monte Blue : Happy
- Guy Oliver : Kid Clarke
- Helen Dunbar : la comtesse douairière
- Clarence Geldart : l'avocat
- James Mason : Grouchy

## Autour du film
- Ce film est le remake du Mari de l'Indienne sorti en 1914, réalisé par le même Cecil B. DeMille.